# Calcis
|  | Per a altres significats, vegeu «Calcis (desambiguació)». |

Calcis (grec: Χαλκίδα; a l'edat mitjana coneguda com a Negrepont, en italià Negroponte; grec antic: Χαλκίς) és la ciutat més important de l'illa d'Eubea i la capital de la perifèria d'Eubea, a la regió de la Grècia Central. És separada de Beòcia per l'estret d'Eurip, superat per dos ponts per carretera que connecten l'illa amb el continent. Té uns seixanta mil habitants, i és la seu del seu municipi, que aplega 100.000 habitants d'una banda i l'altra de l'Eurip.
Gairebé no hi ha restes de la ciutat antiga, però al Museu Arqueològic de la ciutat es poden veure col·leccions importants que mostren la història antiga de la ciutat i de l'illa.

## Població
| Any  | Població |
| ---- | -------- |
| 1981 | 44,847   |
| 1991 | 51,646   |
| 2001 | 53,584   |
| 2011 | 59,125   |

## Història

### Antiguitat

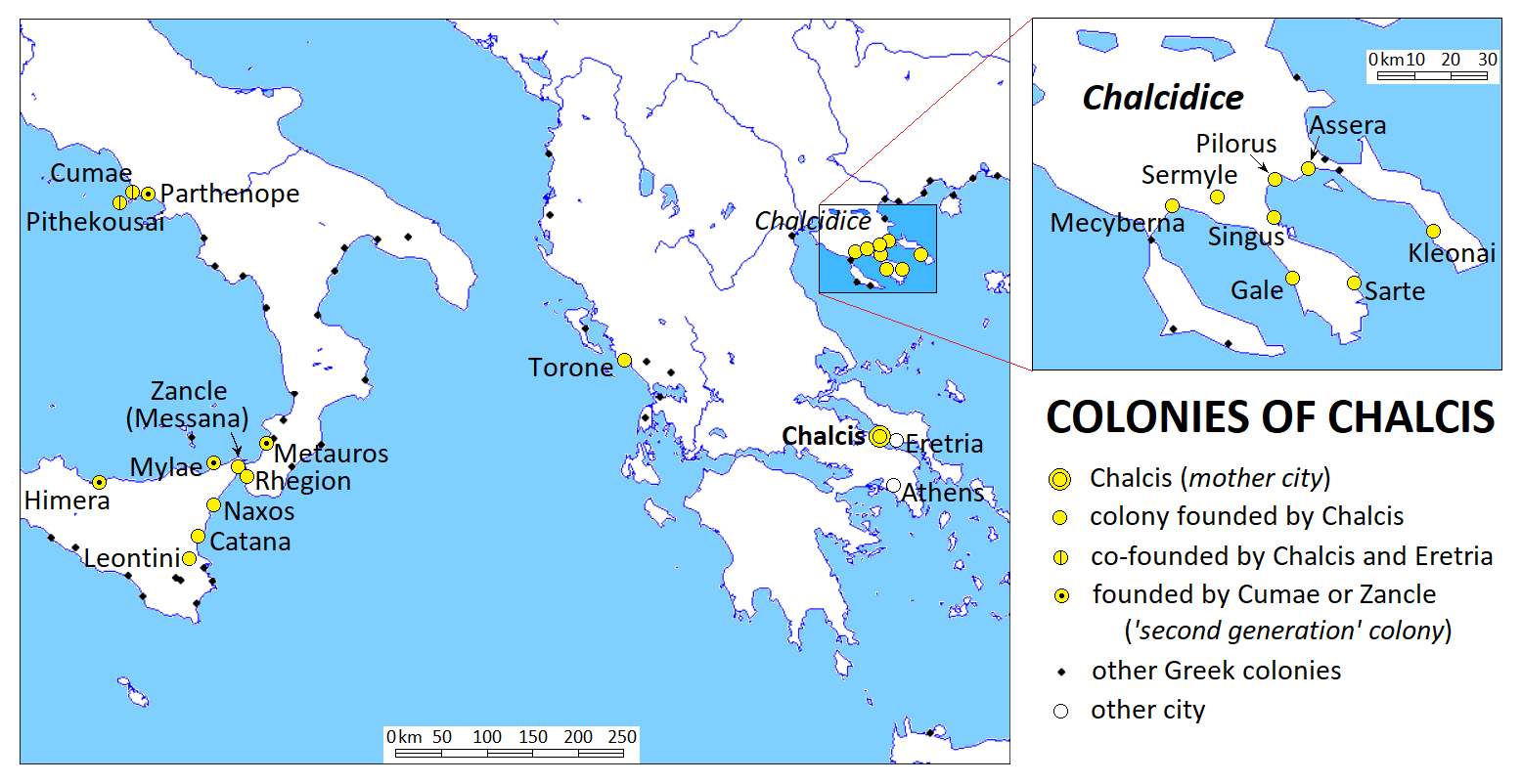
Mapa amb les colònies de Calcis

La llegenda, coneguda per Estrabó i els Iambes al Rei Nicomedes, diu que la fundaren colons jonis procedents de l'Àtica i dirigits per Pandoros, fill d'Erecteu, abans de la guerra de Troia. Homer l'esmenta al «Catàleg de les naus» de la Ilíada. El nom de la ciutat prové de l'adjectiu χαλκός, 'coure', 'bronze'.
Calcis es va convertir en una de les ciutats jòniques més grans, i en una primera època va comerciar amb gairebé totes les parts del món grec. La seva importància durant el segle viii aC i el segle vii aC es deu al fet que va fundar nombroses colònies arreu de la Mediterrània: la península Calcídica va prendre el nom de la ciutat a conseqüència del gran nombre de ciutats que hi va fundar. Va estendre's també cap a la Magna Grècia, Sicília i certes illes de la mar Egea. La colònia més important i la primera que va fundar va ser Cumes, a la Campània (suposadament l'any 1050 aC). Altres colònies destacades eren Règion, a Itàlia, i Naxos, Zancle i Tauromènion a Sicília.
A l'època arcaica, el govern de la ciutat era en mans de l'aristocràcia, representada pels hipòbotes (grec antic: Ἱπποβόται, és a dir, 'els alimentadors de cavalls'), que correspondria als hippeis (ἱππεῖς) d'altres ciutats gregues. Aquesta aristocràcia era la propietària de les terres de la fèrtil plana de Lelant, entre Calcis i Erètria. Les dues ciutats es van disputar aquest territori i al segle viii aC van entrar en guerra per la seva possessió en el que es va conèixer com la Guerra Lelantina, en la qual participaren les ciutats estat més poderoses de l'antiguitat, com Atenes i Milet.
Poc després de l'expulsió dels pisistràtides d'Atenes, Calcis es va unir a Beòcia en una guerra contra els atenesos, però aquests van envair Calcis amb un gran exèrcit, els van derrotar en una batalla decisiva i els van confiscar les terres, que es repartiren 4.000 ciutadans d'Atenes en qualitat de clerucs ('colons') l'any 506 aC. Quan els perses dirigits per Datis i Artafernes van desembarcar a Erètria, els propietaris atenesos van fugir. Després de ser rebutjats els perses, l'illa va ser tributària d'Atenes durant molts anys. El 445 aC, les ciutats de l'illa, i principalment Calcis, es van revoltar contra Atenes, però Pèricles la va conquerir i va expulsar l'aristocràcia de la ciutat de Calcis, segons que diu Plutarc.
L'any 411 aC, el 21è any de la guerra del Peloponnès, l'illa es va tornar a revoltar contra Atenes. Calcis es va mantenir independent durant un temps, car una vegada recuperats els atenesos de la seva derrota, altra vegada van imposar la sobirania a Calcis i a altres ciutats veïnes que van romandre en mans dels atenesos fins a la batalla de Queronea, el 338 aC, que va deixar la Grècia central en mans de Macedònia. A partir de llavors es va convertir en un estat independent de segon ordre. El 207 aC, els romans, dirigits per Publi Sulpici Galba Màxim, van atacar la ciutat sense succés, i llavors estava sotmesa a Filip V de Macedònia, segons Titus Livi. El 192 aC, quan es va reprendre la guerra amb Filip, els romans van ocupar la ciutat per sorpresa i van matar als seus habitants, però no van tenir prou homes per ocupar-la permanentment.
A la guerra entre Roma i la Lliga Etòlia, Calcis era aliada dels romans, però quan els etolis van cridar el selèucida Antíoc III el Gran es van posar a les ordres d'aquest rei i el van rebre a la ciutat. Antíoc, durant la seva estada es va enamorar de la filla del ciutadà més notable de la ciutat, Cleoptòlem, i s'hi va casar. Després, va ser aliada de la Lliga Aquea en la darrera guerra contra Roma, i la ciutat va ser destruïda per Luci Mummi Acaic, però es va poder recuperar, segons diu Estrabó, perquè aviat va tornar a ser la ciutat més important de l'illa. Va patir l'ocupació del rei del Pont Mitridates VI Eupàtor. Finalment, va ser incorporada a la República Romana com a part de la província romana d'Acaia.
Entre els seus fills il·lustres cal esmentar l'orador Iseu i els poetes Licòfron i Euforió. Aristòtil va morir a la ciutat.

### Edat mitjana
A despit dels atacs gots que patí el segle iv i v, la ciutat degué ser restaurada per l'emperador romà d'Orient Justinià I, atès que figura al Sinecdem de Hièrocles del segle vi. Fou, però, en aquest període, segurament perquè havia perdut molta d'importància com a ciutat i destacava sobretot com a lloc de pas, que començà a ser anomenada pel nom de l'estret de l'Eurip, que connectava l'illa amb el continent per mitjà d'un pont. D'aquesta manera, començà a ser coneguda com a Euripos (en grec medieval: Εὔριπος) o per la seva variant Egripos, per bé que el nom antic no es perdé fins ben entrada l'edat mitjana. A final del segle ix va patir una ràtzia àrab.

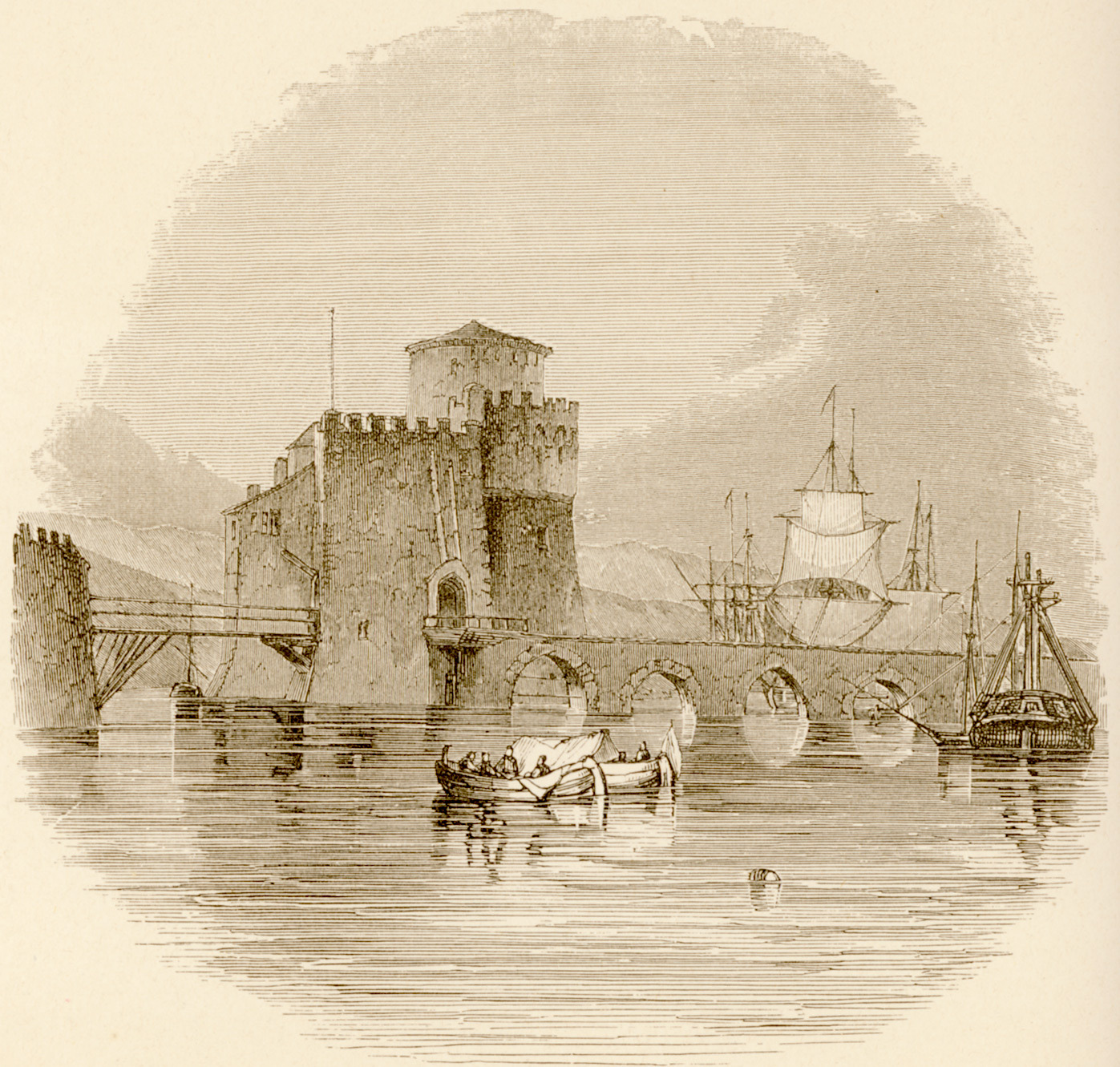
El pont sobre l'Eurip amb el castell al mig, que existí fins al

Cap al segle xii, la ciutat constituïa un enclavament en la ruta comercial veneciana. Fou atacada per la flota veneciana el 1171, i assetjada i capturada el 1209 amb la Quarta Croada. D'aquesta manera s'establí a l'illa la Triarquia de Negrepont, que era el nom que donaren els venecians (i posteriorment la resta d'estats de l'Europa Occidental) a l'Eurip, a la ciutat i a l'illa sencera (forma general: Negroponte; en català, Negrepont). La ciutat tengué un paper rellevant en la història de la llatinocràcia, i fou atacada pel Principat d'Acaia en la guerra entre aquests dos territoris el 1256-58. Posteriorment patí els atacs de la Companyia Catalana el 1317 i dels turcs el 1351.

### Domini otomà
Els turcs l'ocuparen després d'un llarg setge el 1470, el qual constitueix el tema de l'òpera Maometto II (1820) de Gioachino Rossini. Els otomans establiren a la ciutat (que anomenaren Eğriboz, com l'illa, o bé Kara Baba, pel castell de Karababa) la capital del Sanjaq d'Eğriboz, dins l'eyalat de l'Arxipèlag, que comprenia bona part de les illes de la mar Egea. El 1688 patí un setge important per part dels venecians, però els otomans aconseguiren de retenir-la.

### Independència
Calcis, que recuperà el seu antic nom després de molts de segles (en katharévussa: Χαλκίς; en demòtic: Χαλκίδα), formà part del primer Regne de Grècia. La ciutat rebé l'empenta econòmica de les exportacions que sortien cap a Atenes i el Pireu gràcies al nou ferrocarril de 1904. Fins a final del segle xix a la ciutat convisqueren tres comunitats: la turca i la jueva (que hi romangué fins a la Segona Guerra Mundial, principalment dins la ciutat antiga, dita Castro, i la grega, que fins llavors predominà als suburbis que envoltaven la ciutat antiga. El nucli antic era envoltat d'unes murades defensives que van ser totalment arrasades per a fer créixer la ciutat a començament del segle xx.

## Galeria

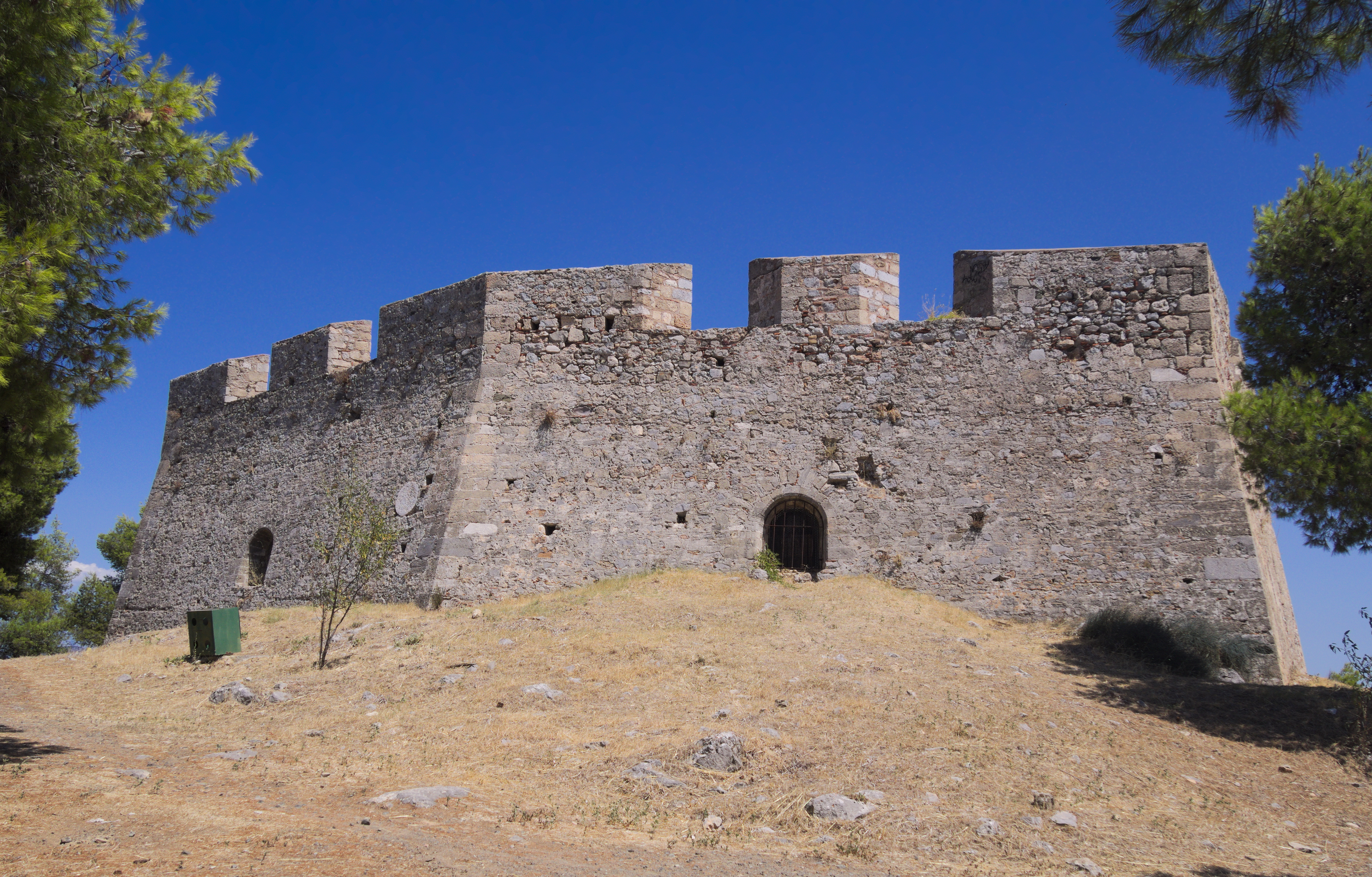
El castell de Karababa
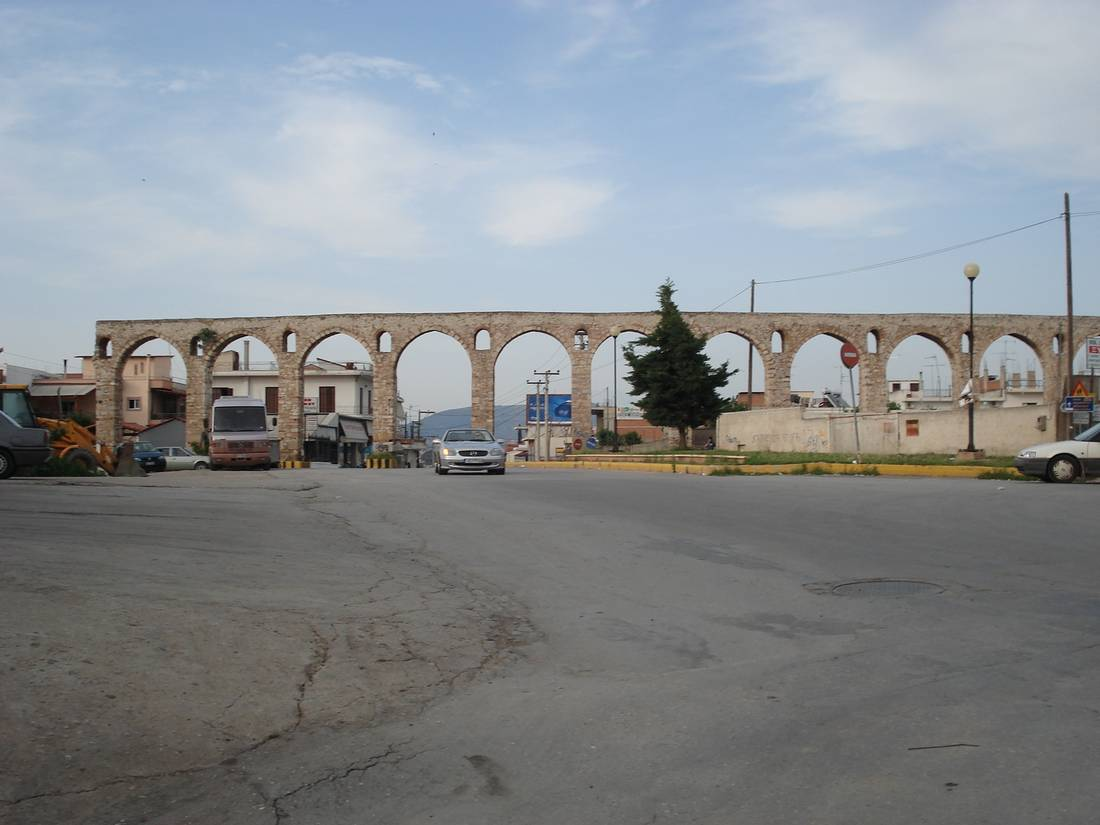
L'aqüeducte romà
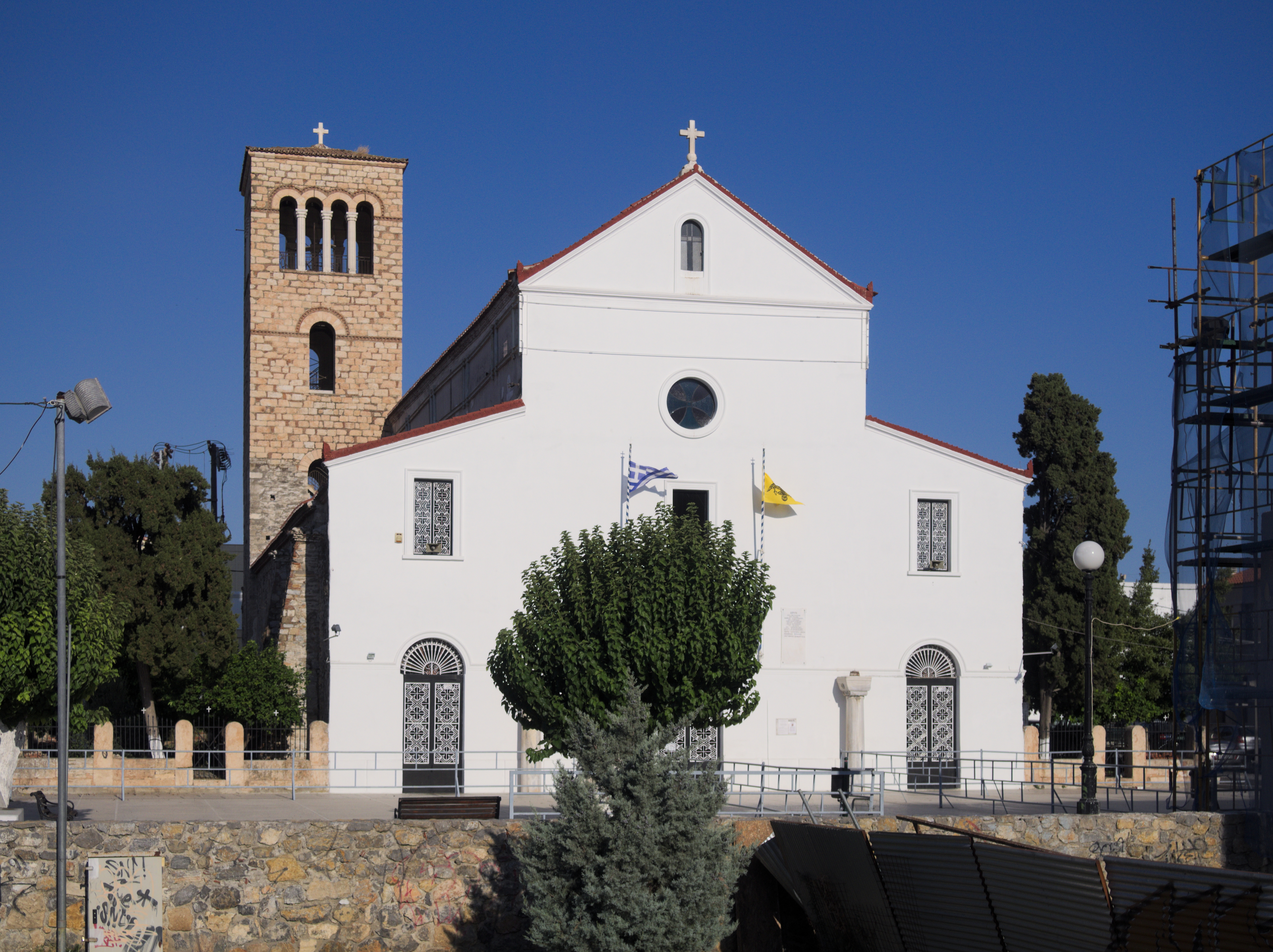
L'església de Santa Parasceve, patrona de la ciutat
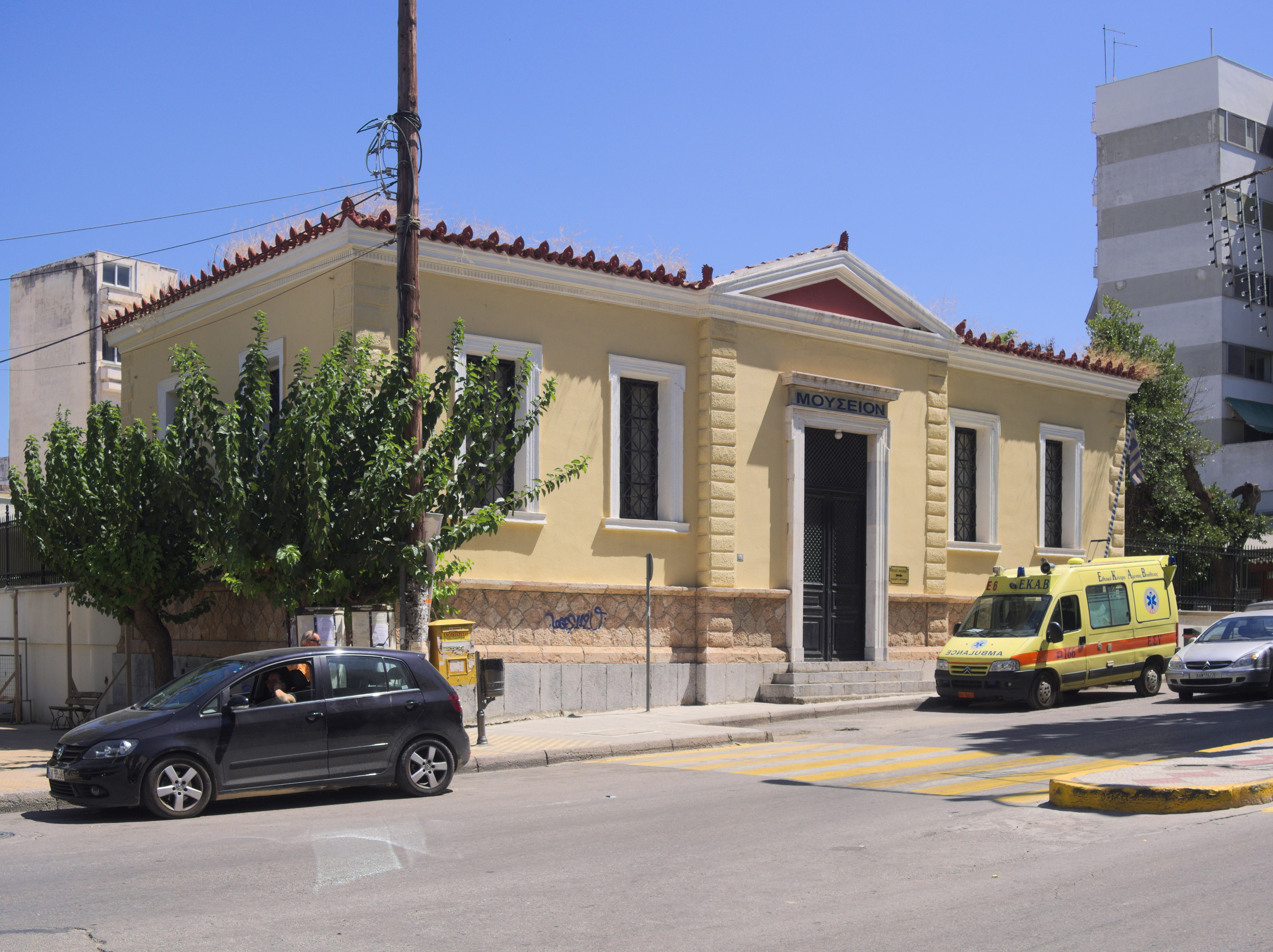
El museu arqueològic
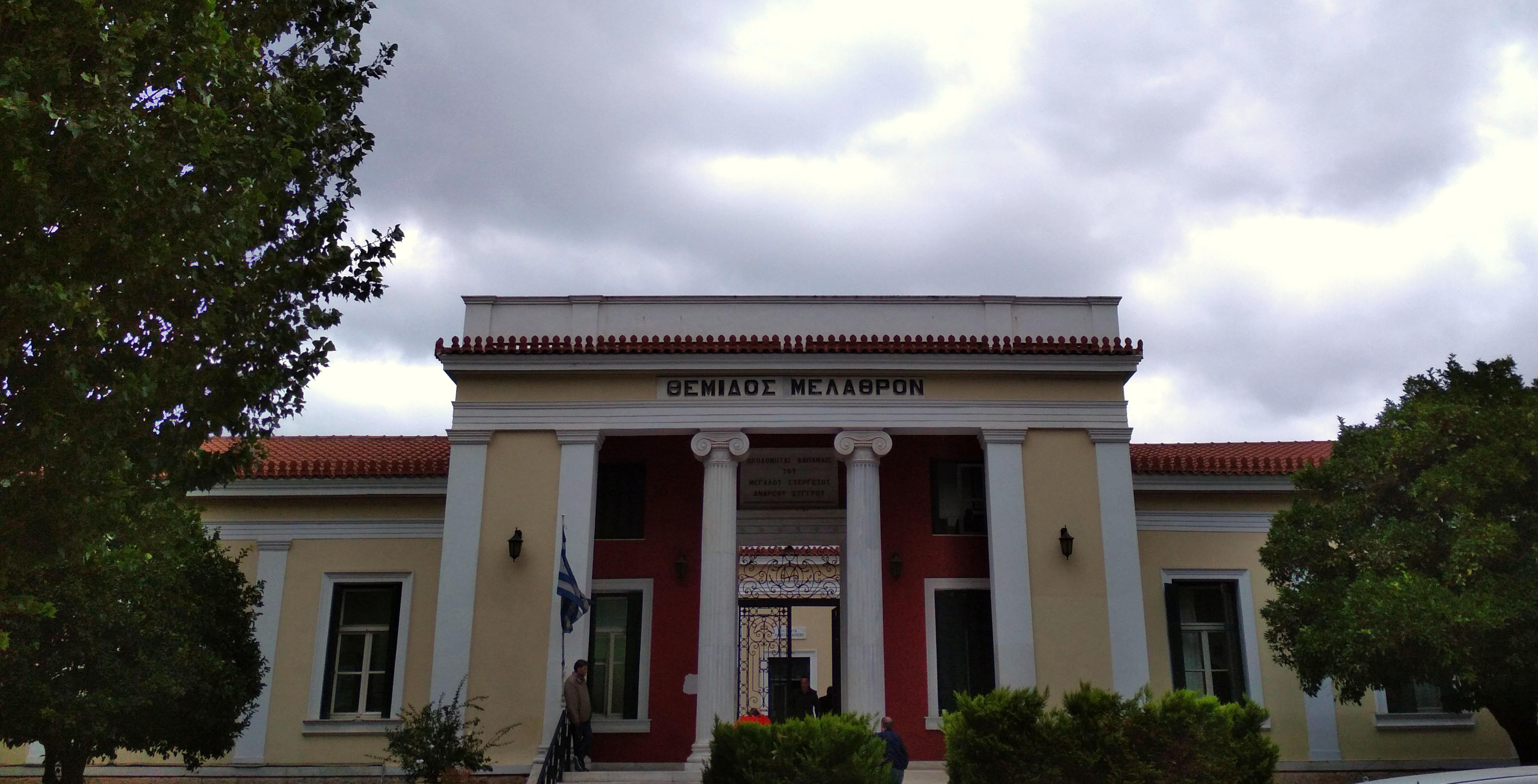
La seu municipal
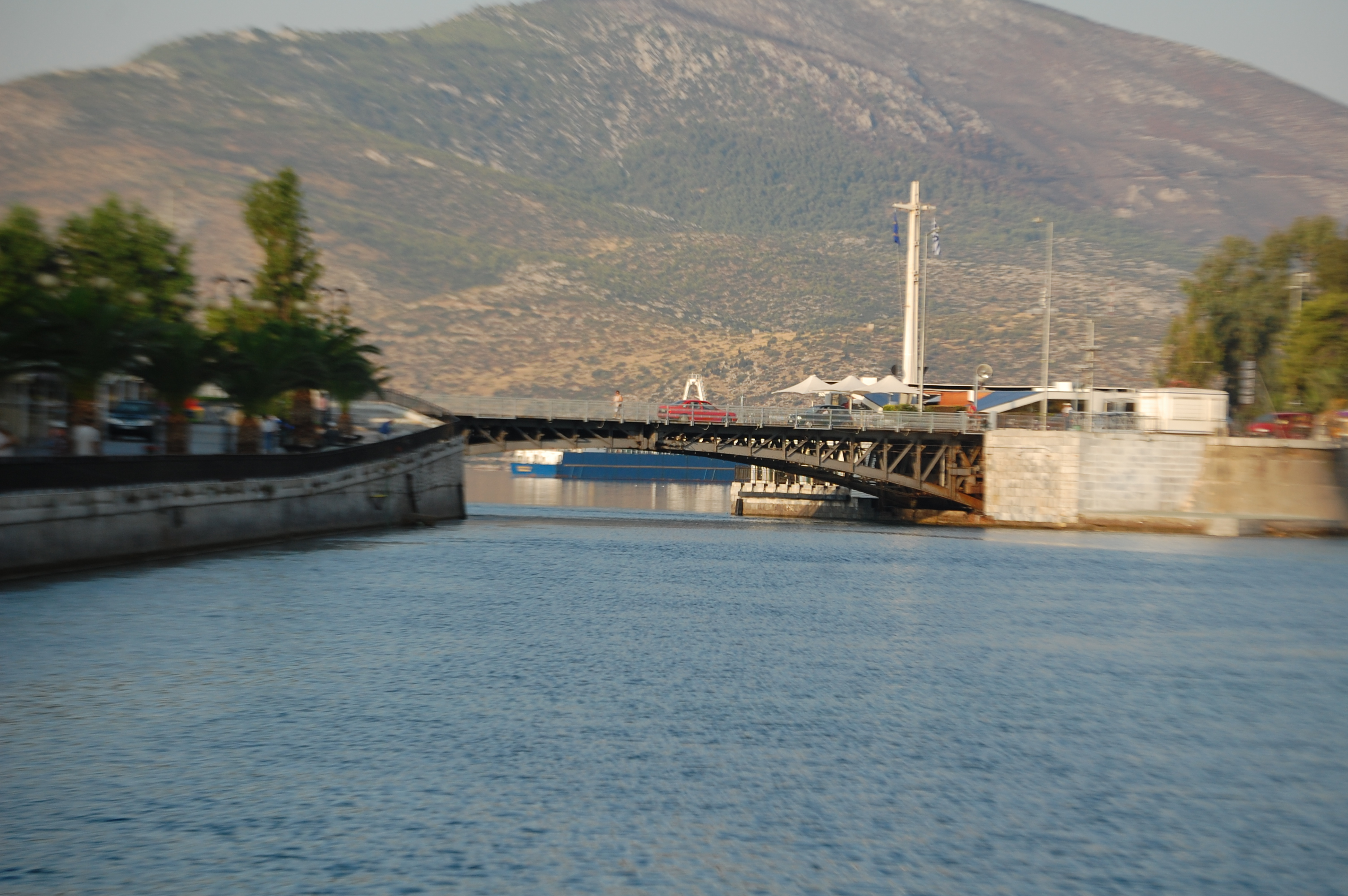
El pont sobre l'Eurip